# Giovanni de Macque
Giovanni de Macque (nacido como Jean de Macque; Valenciennes, ca. 1548-1550-Nápoles, 1614) fue un compositor y organista flamenco, asentado en Italia desde 1574, y considerado representante de la escuela napolitana de finales del siglo XVI y principios del XVII. 

## Biografía
De Macque fue niño cantor en la capilla imperial de Viena, donde fue discípulo de Philippe de Monte. En 1574 se mudó a Roma, donde sus primeros madrigales aparecen publicados en una antología de varios compositores, principalmente romanos. Es organista de la iglesia de San Luis de los Franceses en Roma desde octubre de 1580 hasta septiembre de 1581. Alrededor de 1585 se traslada a Nápoles, donde toma parte en las actividades de la academia de Fabrizio Gesualdo, junto a Scipione y Fabricio Dentice, Rocco Rodio, Scipione Stella y Giovanni Domenico Montella. En 1590 es nombrado segundo organista de la Santa Casa dell’Annunziata en Nápoles. En 1594, es nombrado organista de la capilla del virrey de España (Juan de Zúñiga Avellaneda y Bazán), donde cinco años más tarde accede al puesto de maestro de capilla. De Macque fue profesor de numerosos músicos, entre los que se incluyen Giovanni Maria Trabaci, Ascanio Mayone, Giovanni Domenico Montella, Francesco Lambardi, Donato Antonio Spano, Andrea Falconieri y Luigi Rossi.

## Obras

### Música vocal
Música en colecciones impresas
- Primo libro de madrigali, a 6 voces (Venecia, 1576)
- Madrigali, a 4, 5 y 6 voces (Venecia, 1579)
- Madrigaletti e napolitane, a 6 voces (Venecia, 1581)
- Secondo libro de madrigaletti et napolitane, a 6 voces (Venecia, 1582)
- Madrigali, a 5 voces (Venecia, 1583) [perdido]
- Primo libro de madrigali, a 4 voces (Venecia, 1586)
- Secondo libro de madrigali, a 5 voces (Venecia, 1587)
- Secondo libro de madrigali, a 6 voces (Venecia, 1589)
- Motectorum, liber primus, a 5, 6 y 8 voces (Roma, 1596)
- Terzo libro de madrigali, a 5 voces (Ferrara, 1597)
- Quarto libro de madrigali, a 5 voces (Nápoles, 1599)
- Terzo libro de madrigali, a 4 voces (Nápoles, 1610)
- Sesto libro de madrigali, a 5 voces (Venecia, 1614)

Música en fuentes manuscritas
- Laude spirituali
- Diversos motetes

### Música instrumental
Música en colecciones impresas
- Ricercate e canzone francesi, a 4 (Roma, 1586)
- Secondo libro de ricercari, a 4 (Innsbruck, 1665) [perdido]
- 4 canzoni alla francese, para tecla (en la antología Nova musices organicae tabulatura, Basilea, 1617)

Música en fuentes manuscritas
En la Biblioteca Nazionale Centrale de Florencia (I-Fn):
- 12 ricercari primo-duodecimo tono, a 4

En el Conservatorio de Nápoles (I-Nc):
- Canzona francese, para tecla
- Intrada d’organo, para órgano
- Durezze e ligature, para órgano
- Consonanze stravaganti, para órgano

En la British Library de Londres (GB-Lbl):
- Recercare sexti toni, para tecla
- 3 capriccios, para tecla
- 1 capriccietto, a 4
- Canzon chiamate le sue sorella, a 4
- Prima e seconda canzon, a 4
- Prima e seconda stravaganze, a 4
- Toccata a modo di trombette, a 4
- Partite sopra Rogiero, a 4
- Prima e seconda gagliarde, a 4
- Passagiato “Nasce la pena mia” , para viola bastarda
- Passagiato "Ancidetemi" [perdido]
- Passagiato "Non ch'io no voglia mai" [perdido]